# واسیل وارطانیان
واسیل آوتی وارطانیان (ارمنی: Վասիլ Ավետի Վարդանյան؛ زاده ۱۵ دسامبر ۱۹۱۰ - درگذشته ۱۰ نوامبر ۱۹۹۳) طراح صحنه و نقاش اهل ارمنستان بود. وی بین سال‌های - تا - میلادی فعالیت می‌کرد.

## زندگی‌نامه
وی در ۲۸ دسامبر [سبک قدیمی: ۱۵ دسامبر] ۱۹۱۰ در قارص در به دنیا آمد . از سال ۱۹۳۰ در خیابان ماشتوتس، ایروان زندگی می‌کردو وی عضو اتحادیه نقاشان ارمنستان بود. وی همچنین برنده جوایزی همچون چهره هنری شایسته ارمنستان شوروی (۱۹۶۶) شد. وی در ۱۰ نوامبر ۱۹۹۳ در سن ۸۲ سالگی در ایروان درگذشت.

## نگارخانه

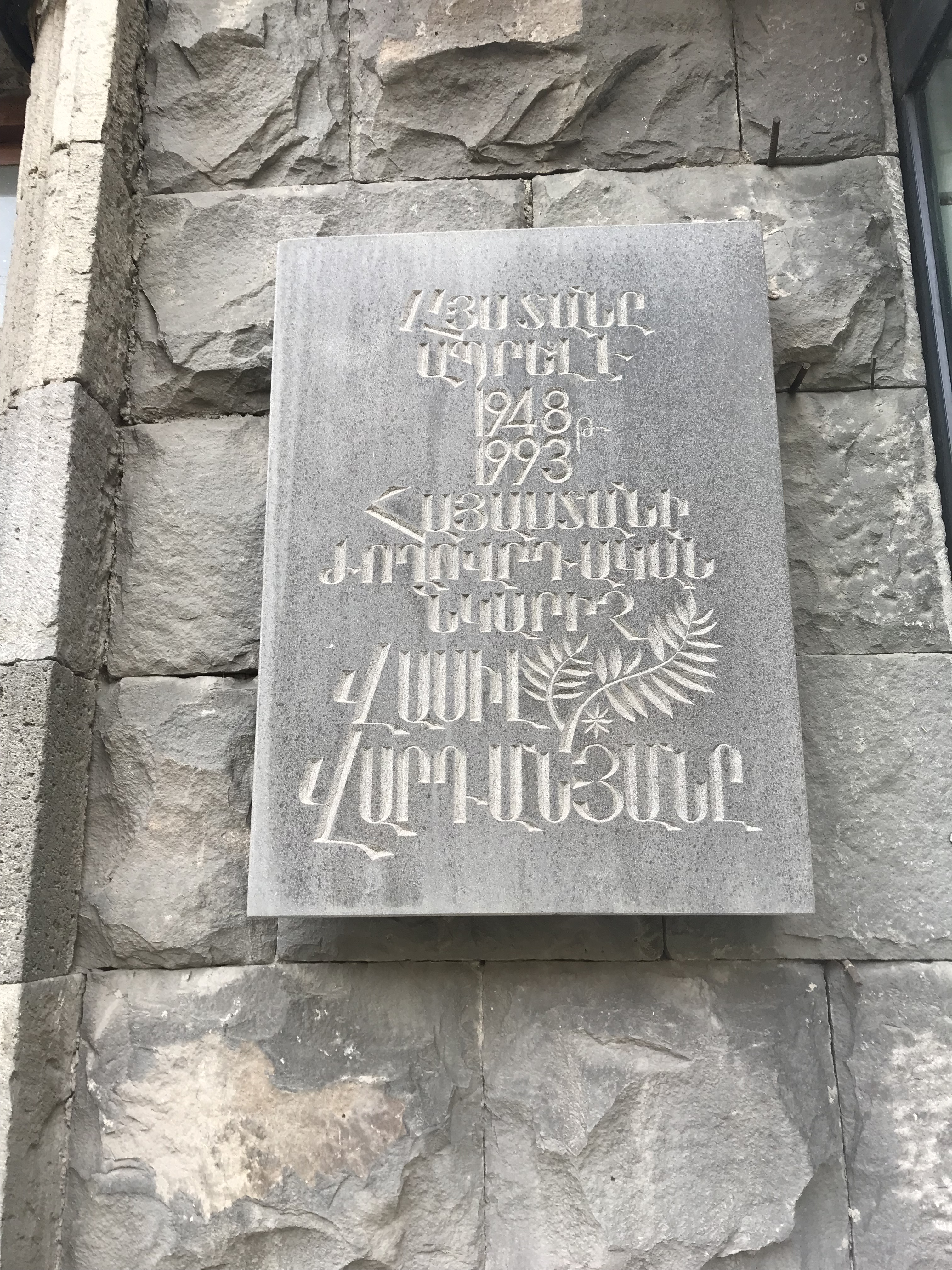
پلاک یادبود، خیابان ماشتوتس، ایروان
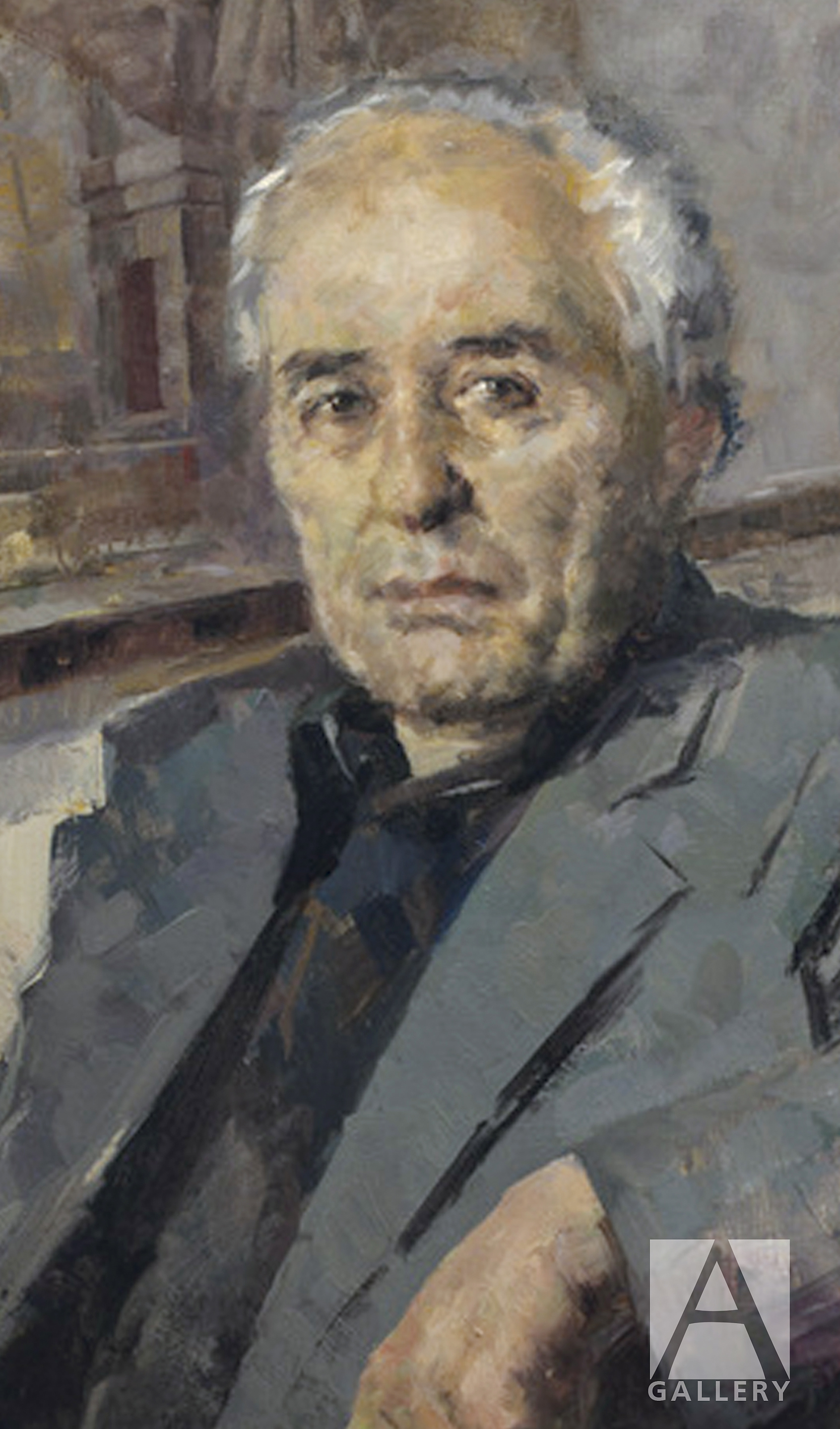
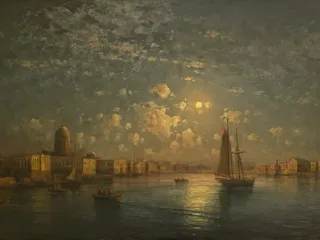
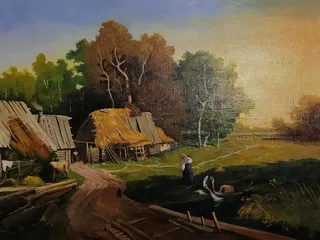

## یادداشت
1. ↑  Կովկասյան երկրամաս